# Rudolf Wilhelm (Fußballspieler, 1905)
Paul Rudolf Wilhelm (* 31. Oktober 1905 in Berlin-Moabit; † 16. April 1977 in West-Berlin-Charlottenburg) war ein deutscher Fußballspieler.

## Karriere
Wilhelm begann bereits als Schüler bei Hellas 04 Berlin mit dem Fußballspielen und debütierte 17-jährig in der ersten Mannschaft, bevor er zur Saison 1924/25 zu Minerva 93 Berlin wechselte. Nach seinem Wechsel wurde er als zweikampfstarker linker Verteidiger das erste Mal in die Berliner Stadtauswahl berufen. Mit Minerva 93 Berlin stieg er zur Saison 1926/27 in die Gruppe A in der vom Verband Brandenburgischer Ballspielvereine in einem Rundenturnier ausgetragenen Meisterschaft, auf und belegte den dritten Platz. In der Folgesaison belegte er nunmehr in der Gruppe B den zweiten Platz hinter dem ungeschlagenen Berliner Tennis-Club Borussia.
Durch gute Leistungen empfahl er sich für das deutsche Spitzenteam Hertha BSC, welches zuvor viermal in Folge das Endspiel um die Deutsche Meisterschaft verloren hatte. Gemeinsam mit Nationalspieler Willi Völker bildete er fortan ein Abwehrbollwerk, welches selbst das kongeniale Duo Max Fischer und Emil Domscheidt ablöste und vergessen ließ. Bereits am Ende seiner Premierensaison im Stadion am Gesundbrunnen trug er mit fünf Endrundenspielen um die Deutsche Meisterschaft zum Titelgewinn am 22. Juni 1930 in Düsseldorf, beim 5:4-Sieg über Holstein Kiel, bei.
Im Jahr darauf wurde der Titel am 14. Juni 1931 in Köln mit dem 3:2-Sieg – der Siegtreffer gelang Willi Kirsei in der 89. Minute – über den TSV 1860 München erfolgreich verteidigt. Auch wenn danach der ganz große Erfolg ausblieb, konnte sich Wilhelm mit der Alten Dame je dreimal die Berliner Meisterschaft und die Gaumeisterschaft Berlin-Brandenburg sichern und einmal den Berliner Pokal. Zum Ende des Zweiten Weltkrieges geriet er Kriegsgefangenschaft, aus der er 1947 zurückkehrte. Seine letzte Saison als aktiver Fußballspieler bestritt er in der Stadtliga Berlin, in der seine Hertha nun Neuling war. Für Hertha BSC bestritt er insgesamt 19 Endrundenspiele um die Deutsche Meisterschaft und elf Spiele im Tschammerpokal-Wettbewerb.
Selbst über sein Karriereende hinaus, blieb der dem Fußball treu und spielte weitere neun Jahre in der Altherrenmannschaft der Berliner. Bis zu seinem Tode besuchte er regelmäßig als Zuschauer die Spiele seiner Hertha.

## Erfolge
- Deutscher Meister 1930, 1931
- Gaumeister Berlin-Brandenburg 1935, 1937, 1944
- Berliner Meister 1930, 1931, 1933
- Berliner Pokal-Sieger 1932